# Bohr-van-Leeuwen-Theorem
Das Bohr-van-Leeuwen-Theorem ist ein Theorem aus dem Bereich der Festkörperphysik und statistischen Physik. Es besagt, dass bei Anwendung der klassischen Statistik die Magnetisierung im thermischen Gleichgewicht Null wäre, da sich die Bewegungsenergie einer Ladung im Magnetfeld nicht ändert. Demnach ist Magnetismus bei Festkörpern ein rein quantenmechanischer Effekt. Das Theorem wurde 1911 von Niels Bohr und 1921 unabhängig von Hendrika Johanna van Leeuwen entdeckt.

## Heuristische klassische Betrachtung
Die Magnetisierung (Anzahl magnetischer Momente pro Einheitsvolumen) ist proportional zur Änderung der Energie eines Systems in einem Magnetfeld. Da die Kraft auf eine bewegte Ladung (Lorentzkraft) exakt senkrecht zur Bewegungsrichtung der Ladung wirkt, erfährt diese Ladung durch das Feld zwar eine Richtungsänderung, der Betrag bleibt jedoch konstant, d. h., die Änderung der Energie ist Null und somit auch die Magnetisierung.

## Mathematischer Beweis
Für ein (bzw. mehrere) Teilchen mit Ladung {\displaystyle q} bzw. {\displaystyle q_{i}} in Magnetfeldern {\displaystyle \mathbf {B} _{i}} mit Vektorpotential {\displaystyle \mathbf {A} _{i}} ist die Hamiltonfunktion definiert über
{\displaystyle H\{(\mathbf {p} _{i}-{\frac {q_{i}}{c}}\mathbf {A} _{i}(\mathbf {r} _{i},t),\mathbf {r} _{i})\}}  . Dabei stellt das erste Argument den sog. kanonischen Impuls {\displaystyle \mathbf {p} _{i}=m\mathbf {v} _{i}-{\frac {q_{i}}{c}}\mathbf {A} _{i}} dar, während {\displaystyle m\mathbf {v} _{i}} den kinetischen Impuls bildet.  {\displaystyle {\frac {m}{2}}\cdot \mathbf {v} _{i}^{2}} ist die kinetische Energie, während {\displaystyle \mathbf {B} _{i}={\rm {{rot\,\,}\mathbf {A} _{i}}}} die magnetische Induktion darstellt. Das Vektorpotential {\displaystyle \mathbf {A} _{i}} des Magnetfeldes  ist im Gegensatz zu {\displaystyle m\cdot \mathbf {v} _{i}} nicht eindeutig, sondern man kann zu {\displaystyle \mathbf {A} _{i}} ein beliebiges Gradientenfeld hinzufügen, ohne dass sich {\displaystyle \mathbf {B} _{i}} ändert.
Trotzdem ist die Zustandssumme eines Systems aus N solcher (ununterscheidbarer) Teilchen in der statistischen Physik klassisch über den kanonischen Impuls definiert:
{\displaystyle Z={\frac {1}{h^{3N}N!}}\int _{\mathbb {R} ^{3N}}\mathrm {d} ^{3N}p\int _{V^{N}}\mathrm {d} ^{3N}r\,}{\displaystyle \mathrm {e} ^{-\beta H\{(\mathbf {p} _{i}-{\frac {q_{i}}{c}}\mathbf {A} (\mathbf {r} _{i}),\mathbf {r} _{i})\}}\,,}
wobei dies in drei Dimensionen behandelt wird.
Nun geht man zum kinetischen Impuls über, indem man substituiert: {\displaystyle \mathbf {p} _{i}\equiv \mathbf {p} _{i}'+{\frac {q_{i}}{c}}\mathbf {A} (\mathbf {r} _{i})}.
Da alle Impulse {\displaystyle \mathbf {p} _{i}'} über den gesamten dreidimensionalen Raum integriert werden, ändern sich die Integralgrenzen nicht. Die Zustandssumme wird dann zu
{\displaystyle Z={\frac {1}{h^{3N}N!}}\int _{\mathbb {R} ^{3N}}\mathrm {d} ^{3N}p'\int _{V^{N}}\mathrm {d} ^{3N}r\,\mathrm {e} ^{-\beta H\{(\mathbf {p} _{i}',\mathbf {r} _{i})\}}}
Da diese nun nicht mehr vom Vektorpotential {\displaystyle \mathbf {A} } und somit auch nicht vom externen Magnetfeld {\displaystyle \mathbf {B} } abhängig ist, verschwindet die Magnetisierung,
{\displaystyle \mathbf {M} =-{\frac {\partial F}{\partial \mathbf {B} }}\equiv 0\,,} wobei {\displaystyle F=-k_{B}T\ln(Z)}  die freie Energie ist.

## Abweichung  in der Quantenmechanik
In der Quantenmechanik gilt das Bohr-van-Leeuwen-Theorem nicht mehr, weil der Spin des Teilchens zu berücksichtigen ist. Infolgedessen gilt der einfache Zusammenhang {\displaystyle E_{kin}={\frac {m}{2}}v_{i}^{2}={\frac {\mathrm {p} _{i}'^{2}}{2m}}\,,} also die Unabhängigkeit der kinetischen Energie vom Vektorpotential, in der Quantenmechanik nicht mehr.
Stattdessen hängt der Hamiltonoperator explizit von den inneren und äußeren Magnetfeldern ab, wodurch Magnetismus als spezifisch quantenmechanisches Phänomen in nichtquadratischer Ordnung bezüglich der Magnetfeldstärke, also z. B. Ferromagnetismus von bestimmten Festkörpern und Paramagnetismus in bestimmten Molekülen, zustande kommen können.